# Zweedse marine

Zweedse marinevlag

Zweedse marinevlag 1844-1905

Zweeds-Noorse marinevlag 1815-1844

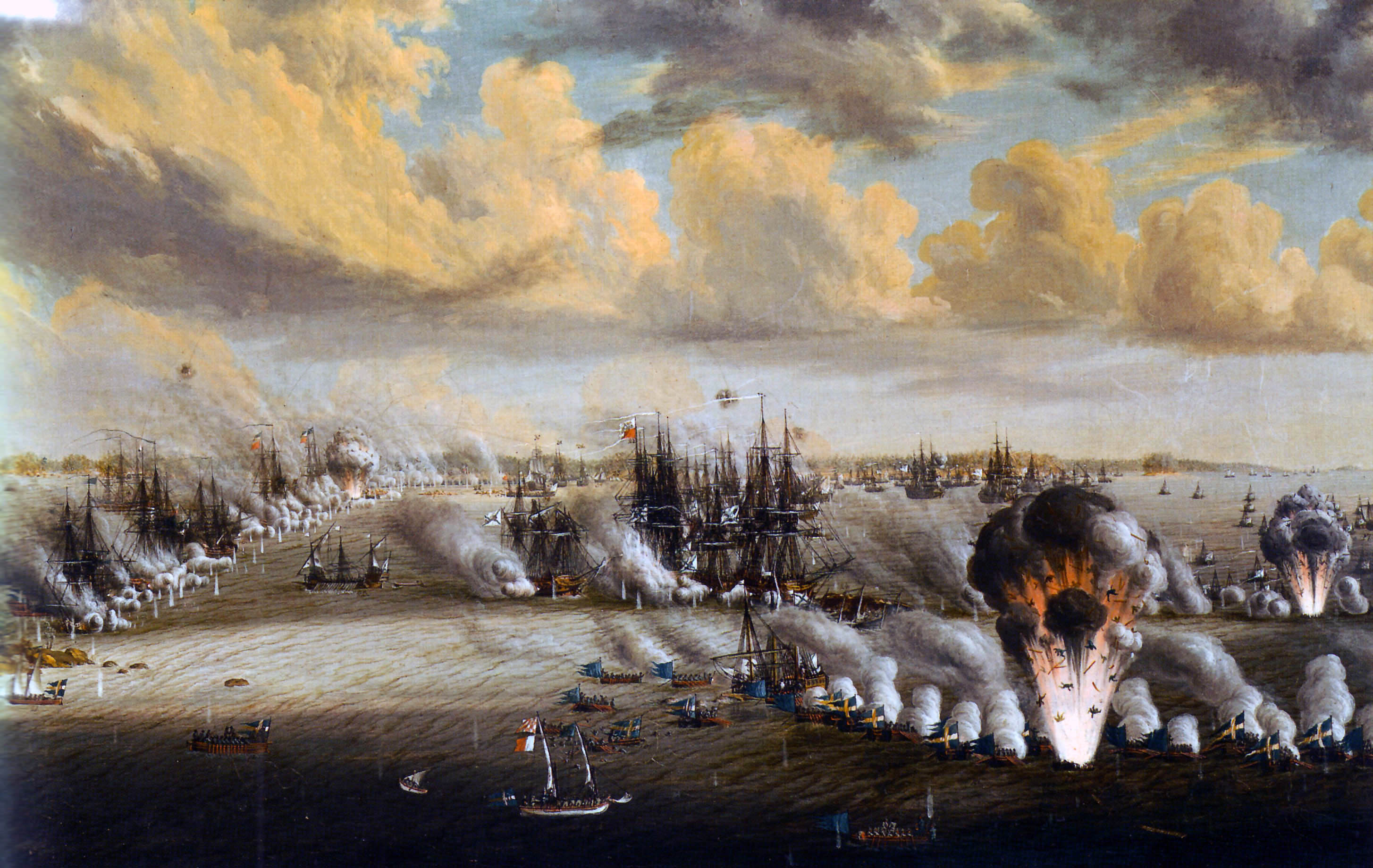
Slag bij Svensksund

De Zweedse marine (Zweeds: Svenska marinen) is de marinecomponent van de Zweedse krijgsmacht. Ze bestaat uit oppervlakteschepen en onderzeeboten – de Vloot (Flottan) – en mariniers, het zogenaamd Amfibisch korps (Amfibiekåren).
In het Zweeds krijgen schepen van de Zweedse marine het voorvoegsel "HMS", wat een afkorting is voor Hans/Hennes Majestäts Skepp ("Zijner/Harer Majesteits schip"). Internationaal wordt dit vaak veranderd in "HSwMS", een afkorting uit het Engels voor His Swedish Majesty's Ship (Zijner Zweedse Majesteits schip), ter onderscheid met de Britse Royal Navy die ook de afkorting HMS gebruikt.

## Geschiedenis
De oude Zweedse koningen (ca. 9e-14e eeuw) organiseerden een Zweedse koninklijke marine via een systeem genaamd ledungen. Dit waren zowel roei- als zeilschepen (zonder artillerie). Het nut van deze organisatie verviel door de ontwikkeling van artillerie en in de 14e eeuw werd de verplichte dienst in de ledungen vervangen door een belasting.
Op 7 juni 1522, een jaar nadat Zweden zich had losgemaakt van de Unie van Kalmar, kocht Gustaaf I van Zweden een aantal schepen van de Hanzestad Lübeck. Dit wordt gezien als de oprichtingsdatum van de Zweedse marine.
Het amfibisch korps gebruikt als oprichtingsdatum 1 januari 1902, toen een aparte "kustartillerie" (Kustartilleriet) werd opgericht, en de term Marinen in gebruik kwam. Eind 20e eeuw werden de kustforten uit dienst genomen en het marinierskorps werd in 2000 hernoemd tot amfibisch korps.
Gedurende de 20e eeuw richtte de Zweedse marine zich vooral op de dreiging van een grote invasie van Zweden via de Oostzee, en op het beschermen van de handelsvloot. Door zijn ligging is Zweden erg afhankelijk van de zeevaart voor zijn internationale handel. In 1982 gaf de overheid aan dat de handelsvloot haar eigen, niet-militaire, maatregelen moest treffen ter bescherming. Vervolgens werden de grote oceaanschepen, fregatten en torpedobootjagers, uit dienst genomen. Na de val van de Sovjet-Unie nam de dreiging van een invasie af. De marine blijft zich echter hierop richten.

## Oorlogen en conflicten
Tijdens haar geschiedenis heeft de Zweedse marine deelgenomen aan de volgende oorlogen en conflicten:
- Zweedse Onafhankelijkheidsoorlog (1510-1523)
- Gravenvete (1534-1536)
- Russisch-Zweedse oorlog (1554–57)
- Zevenjarige Oorlog (1563-1570)
- Russisch-Zweedse oorlog (1590–95)
- Pools-Zweedse Oorlog (1600-1629)
- Ingrische Oorlog (1610-1617)
- Kalmaroorlog (1611-1613)
- Dertigjarige Oorlog (1630-1648)
- Torstenson Oorlog (1643-1645)
- Noordse Oorlog (1655-1660)
- Schoonse Oorlog (1675-1679)
- Grote Noordse Oorlog (1700-1721)
- Russisch-Zweedse Oorlog (1741-1743)
- Zevenjarige Oorlog (1756-1763)
- Russisch-Zweedse Oorlog (1788-1790)
- Eerste Barbarijse Oorlog (1801-1802)
- Vierde Coalitieoorlog (1805-1810)
- Finse Oorlog (1808-1809)
- Deens-Zweedse Oorlog (1808-1809)
- Zweeds-Noorse Oorlog (1814)
- UNIFIL (2006-2007)
- Operatie Atalanta (2008-heden)

## Organisatie
In 1937 werd de functie "Commandant van de Marine" (Chefen för Marinen, CM) ingevoerd, een viceadmiraal, die het opperbevel voerde over de Zweedse Marine. In 1994 werd deze functie vervangen door de "Chef-staf van de marine" (Chef för marinledninge), wederom in de rang van viceadmiraal, echter met minder verantwoordelijkheden. In 1998 werd deze functie vervangen door de "Inspecteur-generaal van de Marine" (Generalinspektörer för marinen), een schout-bij-nacht, en in 2003 veranderde de naam van deze functie in "Marine-inspecteur" (Marininspektörer).

### Commandant van de marine
- Voor 1937 was de koning formeel bevelhebber van de marine.
- 1937–1939 Charles de Champs
- 1939–1945 Fabian Tamm
- 1945–1953 Helge Strömbäck
- 1953–1961 Stig H:son Ericson
- 1961–1970 Åke Lindemalm
- 1970–1978 Bengt Lundvall
- 1978–1984 Per Rudberg
- 1984–1990 Bengt Schuback
- 1990–1994 Dick Börjesson

### Chef-staf van de marine
- 1995–1998 Peter Nordbeck

### Inspecteur-generaal van de marine
- 1998-2001 Torsten Lindh
- 2001-2003 Jörgen Ericsson

### Marine-inspecteur
- 2003-2005 Jörgen Ericsson
- 2005-2011 Anders Grenstad
- 2011-2014 Jan Thörnqvist

### Commandant van de marine
- 2014-2016 Jan Thörnqvist
- 2016-2020 Jens Nykvist
- 2020-2024 Ewa Skoog Haslum
- 2024-heden Johan Norlén

## Indeling

### Vloot
- 1e Onderzeeboot Flottielje (1. ubflj) te Karlskrona
- 3e Zeeoorlogvoering Flottielje (3. sjöstridsflj) te Karlskrona
- 4e Zeeoorlogvoering Flottielje (4. sjöstridsflj) te Berga op de Muskö marinebasis.

### Amfibisch korps
- 1e Mariniers Regiment (Amf 1) te Berga op de Muskö marinebasis.

### Basis
- Karlskrona marinebasis (MarinB) te Karlskrona met afdelingen te Berga, Göteborg en Skredsvik.

## Materieel

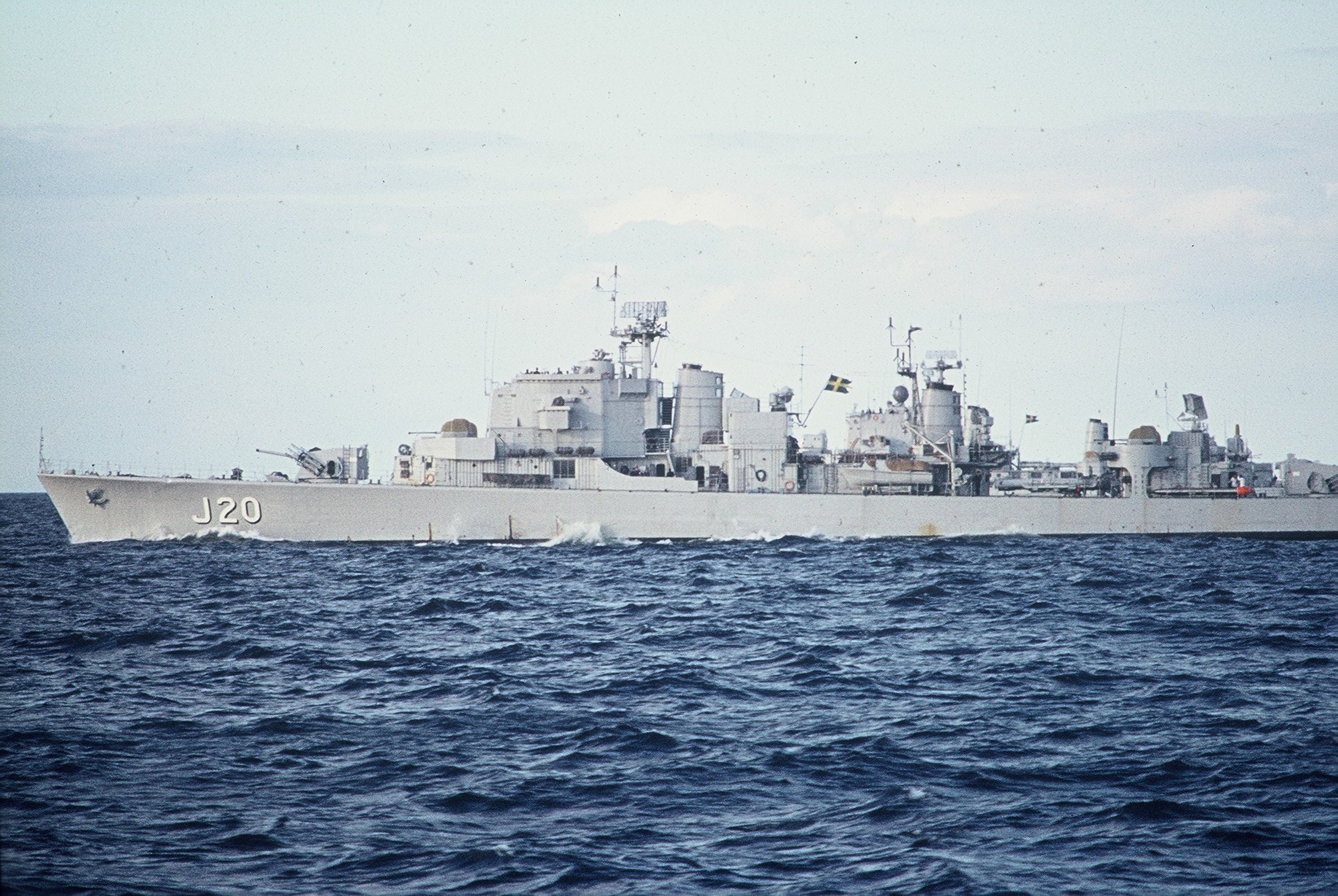
Östergötlandklasse torpedobootjager Östergötland (J20), uit dienst in 1982

In de periode na de Tweede Wereldoorlog was de Zweedse marine georganiseerd in drie groepen rondom de drie lichte kruisers, HMS Tre Kronor, HMS Göta Lejon en HMS Gotland. Tijdens de jaren 1960 werd besloten om het gebruik van kruisers af te schaffen en te werken naar een lichtere vloot. De laatste kruiser, de Göta Lejon, werd in 1970 verkocht aan Chili, waar deze werd hernoemd naar Almirante Latorre . De vloot omvatte in die periode 24 torpedobootjagers en fregatten.
In 1982 werden de torpedobootjagers en fregatten uit dienst genomen. In de jaren 1980 bleek dat de Zweedse marine niet goed in staat was op te treden tegen onderzeeboten van de Sovjet-Unie, en waren er incidenten. Tegenwoordig zijn de grootste schepen de korvetten, die zowel oppervlakte als antionderzeebootfuncties kan vervullen, in tegenstelling tot de minimale vloot in de jaren 1980.
Sinds de jaren 1980 worden Zweedse oppervlakteschepen vernoemd naar Zweedse steden, onderzeeboten naar provincies en mijnenjagers naar vuurtorens.
Het amfibisch korps is opgebouwd rondom de Stridsbåt 90H, een kleine snelle gevechtsboot die tot 21 man kan vervoeren en kan landen in de Zweedse fjorden en op eilanden.

### Oppervlakteschepen

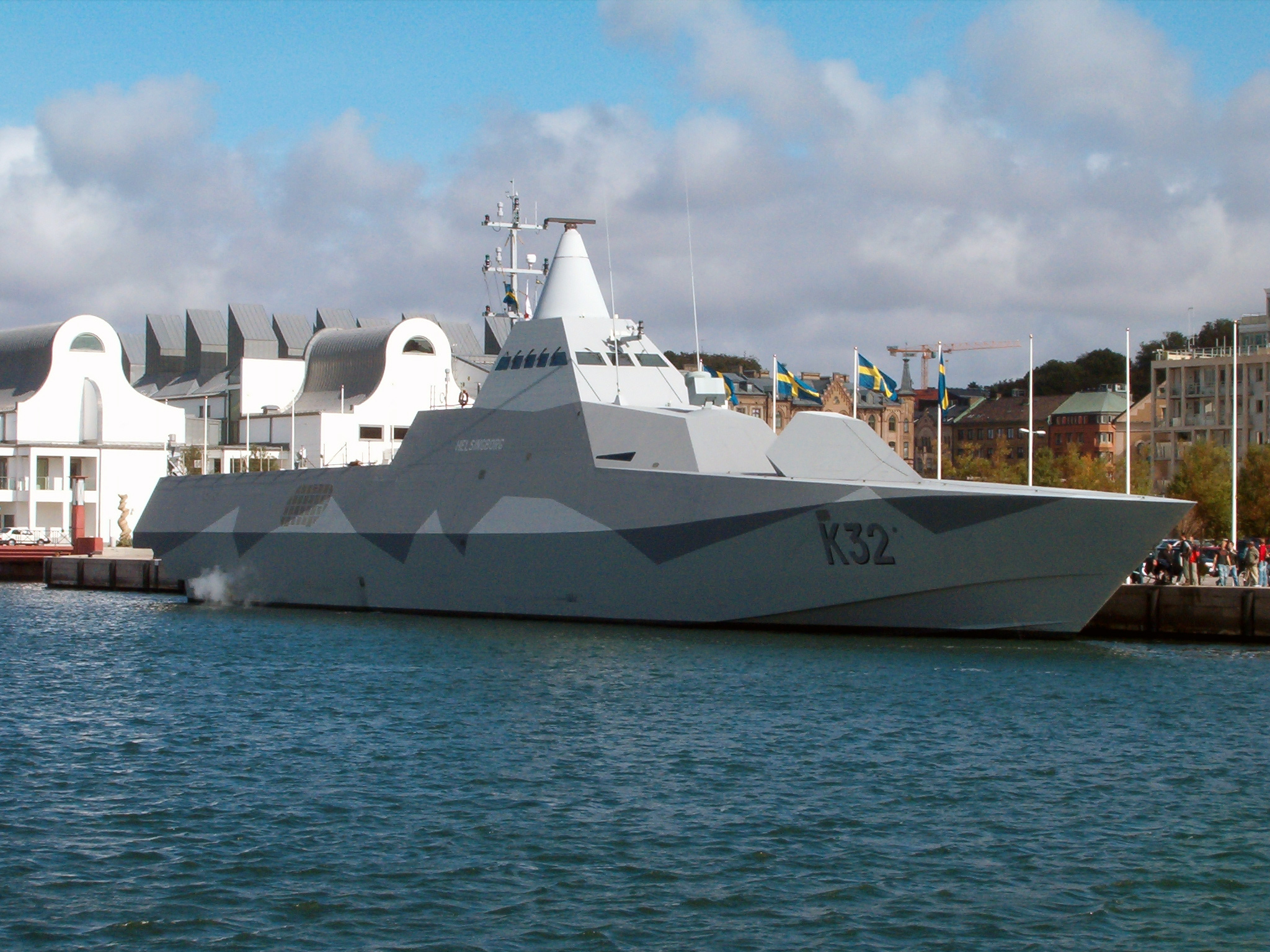
Visbyklasse korvet Helsingborg (K32)

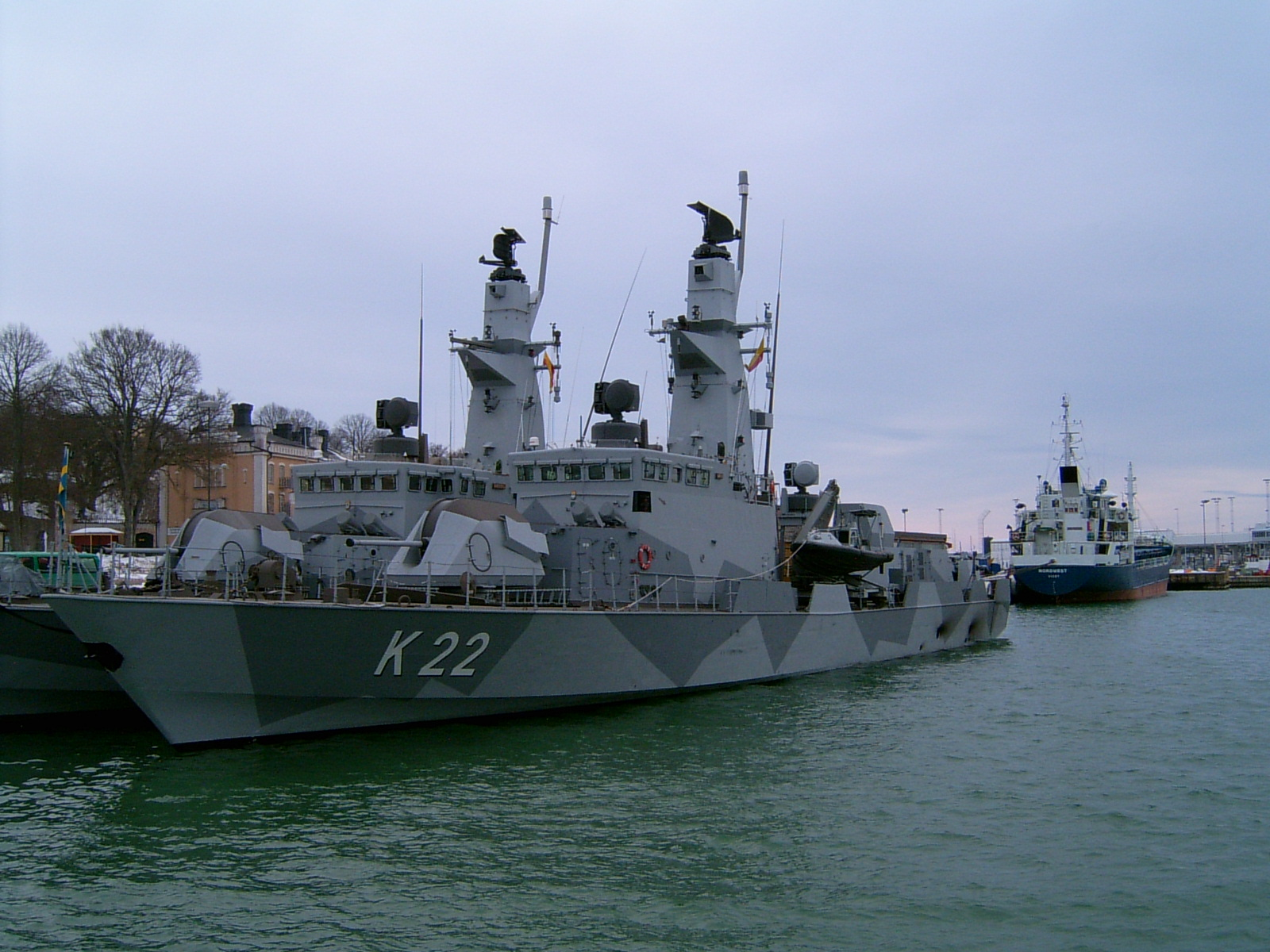
Göteborgklasse korvet Gävle (K22)

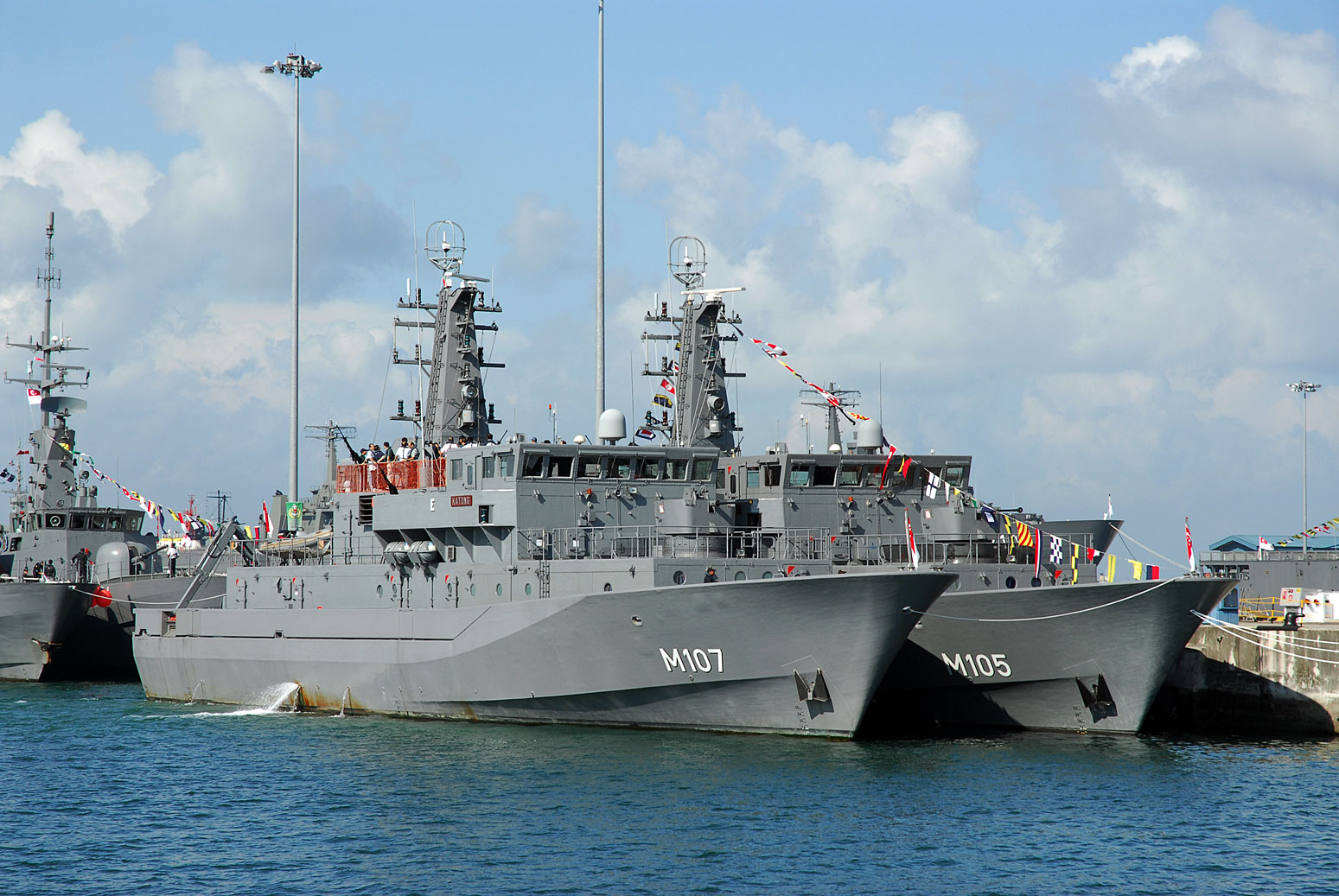
Landsortklasse mijnenvegers

#### Korvetten
| Klasse          | Aantal schepen | Bouw                | Land   | Opmerkingen  |
| --------------- | -------------- | ------------------- | ------ | ------------ |
| Stockholmklasse | 2              | Karlskronavarvet AB | Zweden |              |
| Göteborgklasse  | 4              | Karlskronavarvet AB | Zweden | 2 in gebruik |
| Visbyklasse     | 5              | Karlskronavarvet AB | Zweden | 2 in dienst  |

#### Mijnenvegers
| Klasse         | Aantal schepen | Bouw                | Land   | Opmerkingen |
| -------------- | -------------- | ------------------- | ------ | ----------- |
| Landsortklasse | 5              | Karlskronavarvet AB | Zweden |             |
| Kosterklasse   | 2              | Karlskronavarvet AB | Zweden |             |
| Styrsöklasse   | 4              | Karlskronavarvet AB | Zweden |             |

### Patrouilleschepen
| Klasse        | Aantal schepen | Bouw          | Land   | Opmerkingen |
| ------------- | -------------- | ------------- | ------ | ----------- |
| Tapperklasse  | 12             | Djupviks varv | Zweden |             |
| Jägarenklasse | 1              |               | Zweden |             |

### Gevechtsboten
| Klasse       | Aantal schepen | Bouw          | Land   | Opmerkingen |
| ------------ | -------------- | ------------- | ------ | ----------- |
| Stridbåt 90H | 147            | Dockstavarvet | Zweden |             |

### Onderzeeboten
| Klasse          | Aantal schepen | Bouw            | Land   | Opmerkingen |
| --------------- | -------------- | --------------- | ------ | ----------- |
| Gotlandklasse   | 3              | Saab Kockums AB | Zweden |             |
| Södermansklasse | 2              | Saab Kockums AB | Zweden |             |

### Overige schepen
- Landingsvaartuigen
  - ≈100 Gklasse
  - 5 L-50klasse – uit dienst
- Ondersteunende vaartuigen
  - Carlskrona (M04) (oceaanpatrouilleschip en ondersteuningsschip (voormalige mijnenlegger M04) – nam deel aan EUNAVFOR in Operatie Atalanta in 2010)
  - Visborg (A265) (Älvsborgklasse, uit dienst)
  - Trossö (A264) (aangepaste Russische Akademik Shuleykinklasse)
  - HMS Arkösund (mijnenlegger)
  - HMS Furusund (mijnenlegger)
  - HMS Fårösund (mijnenlegger)
  - HMS Grundsund (mijnenlegger)
  - Belos (A214)
  - HMS Urd
  - HMS Ägir
- Torpedoboot
  - HMS Pelikane
  - HMS Pingvinen
- Transportschip
  - HMS Sleipner
- SIGINT schip
  - Orion (A201)

### Opleidingsschepen
- Schoeners
  - HMS Falken
  - HMS Gladan
- Schepen voor navigatietraining
  - HMS M20 – museumschip
  - HMS M21 – uit dienst
  - HMS M22 – uit dienst

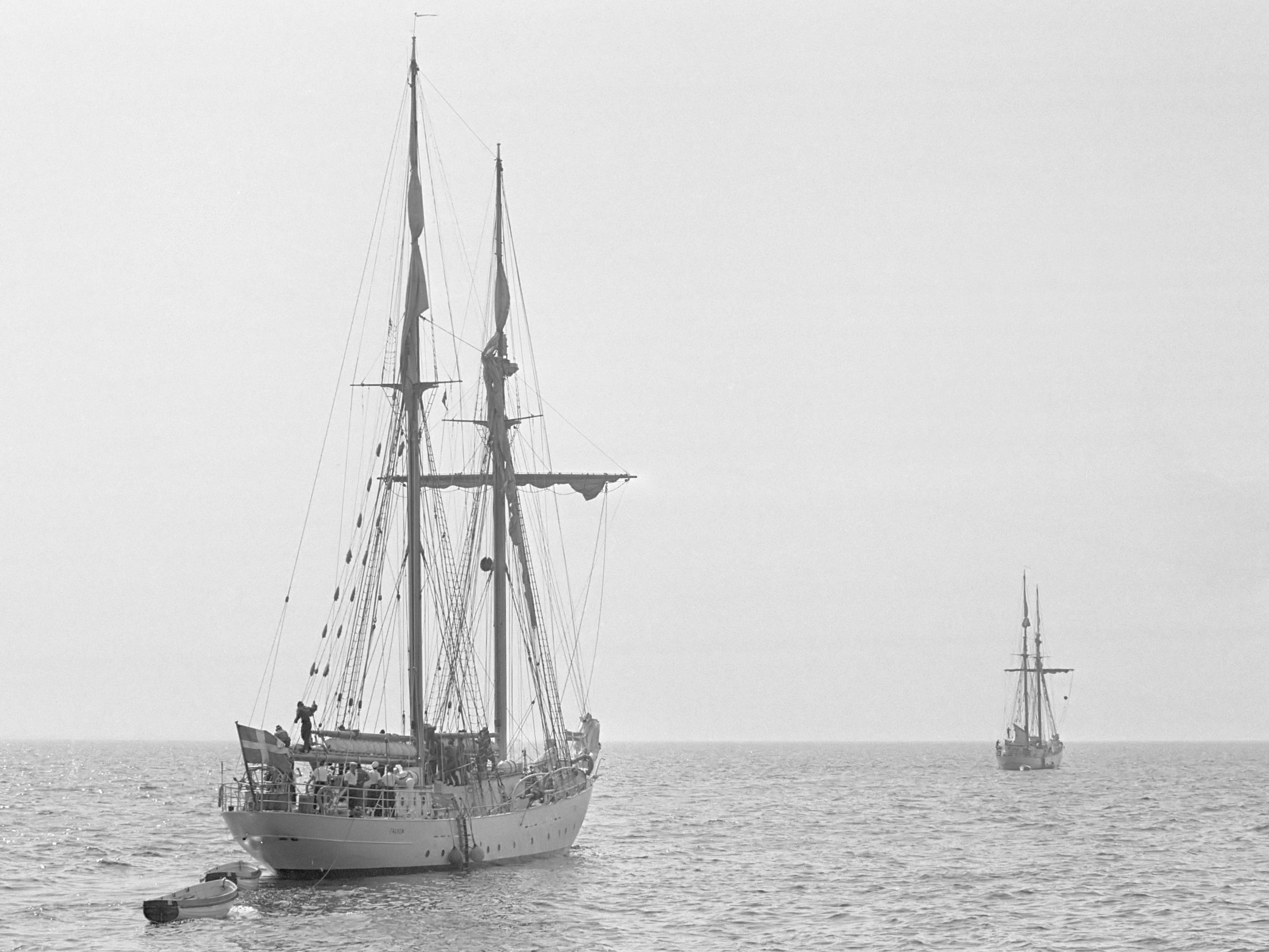
HMS Falken en HMS Gladan (1975)

  - HMS Viksten – uit dienst, nieuwe eigenaar Strömstads gymnasium (middelbare school)
  - Altair (A501)
  - Antares (A502)
  - Arcturus (A503)
  - Argo (A504)
  - Astrea (A505)